# WarnerMedia
Warner Media, LLC (до 14 червня 2018 року Time Warner Inc.), торгова назва WarnerMedia — американська транснаціональна медіа корпорація, одна з найбільших у світі конгломератів новинного і розважального бізнесу, власником якої є AT&T; вона розміщується в Центрі Тайм-Ворнер у Нью-Йорку. WarnerMedia представлена у таких сферах, як кіно, телебачення і видавнича справа. Серед основних компаній, що входять у WarnerMedia, можна перерахувати: WarnerMedia Direct (HBO Max та Warner Max), Studios & Networks (Warner Bros., The CW Television Network, Cartoon Network, Boomerang, Adult Swim, Turner Classic Movies, Home Box Office, TBS, TNT), WarnerMedia News & Sports (CNN, Turner Sports, AT&T Sports Networks, LLC), та WarnerMedia Sales & Distribution (Warner Bros. Television Distribution, Otter Media, Xandr).

## Історія
Time Warner утворилася шляхом злиття Warner Communications, Inc. і Time Inc. у 1990.
У 1996 році Time Warner придбала компанію Теда Тернера — Turner Broadcasting System, якій належала студія New Line Cinema, студія Castle Rock Entertainment, анімаційна студія Hanna-Barbera, канали CNN, TBS, TNT, Cartoon Network. Після купівлі Turner Broadcasting System, Time Warner зробила студії New Line Cinema і Hanna-Barbera самостійними структурними підрозділами в медіаконгломераті.
У 2001 році шляхом злиття AOL Inc. і Time Warner, Inc. було створено AOL Time Warner, Inc. Проте через різке зниження доходів підрозділу об'єднаної компанії — AOL, під час краху дот-комів, вже у 2003 акронім AOL та пробіл із назви компанії зникають.
Після смерті Вільяма Ганни в 2001 році, анімаційна студія Hanna-Barbera припинила своє існування і була поглинута Warner Bros. Animation, що є дочірньою компанією Warner Bros., а Cartoon Network Studios, що є дочірньою компанією Turner Broadcasting System, продовжила випускати анімаційну продукцію для Cartoon Network.
В березні 2004 року група інвесторів на чолі з Едгаром Бронфманом Мол. викупила Warner Music Group в Time Warner.
В березні 2008 року кінокомпанію New Line Cinema поглинуто Warner Bros.. New Line, яка була самостійним підрозділом в Time Warner позбулася цього статусу і стала дочірньою компанією Warner Bros., яка також належить медіаконгломерату.
В березні 2009 року Time Warner Cable вийшла з Time Warner, Inc. і стала незалежною компанією.
9 грудня 2009 року інтернет-компанію AOL виведено із складу Time Warner, а вже 10 грудня акції AOL дебютували на Нью-Йоркській фондовій біржі. Злиття виявилося одним з найневдаліших в історії корпоративної Америки. Союз AOL і Time Warner обернувся рекордними збитками для компаній і величезними втратами для акціонерів. Впродовж останніх років AOL послідовно втрачала клієнтську базу, намагаючись знайти нову особу в умовах інтернет-ринку, що змінилися.
25 серпня 2010 року Time Warner в Латинській Америці купила у Bancard Inversiones чилійського ефірного мовника Chilevisión.
6 березня 2013 корпорація Time Warner оголосила, що виводить свої активи з Time Inc.. 6 червня 2014, Time Inc. стала публічною компанією і лістингується на NYSE. Корпорація не стала змінювати назву і продовжила свою роботу, як Time Warner.
14 червня 2018 року американська телекомунікаційна компанія AT&T закрила угоду на $85 млрд дол. з купівлі медіаконгломерату Time Warner. У кінцевому підсумку компанія Time Warner Inc. стала дочірньою компанією і товариством з обмеженою відповідальністю, що має юридичну назву Warner Media, LLC.

## Фінансові показники
Чистий прибуток американського медіахолдингу Time Warner, Inc. в 2009 році становив 2,47 млрд. доларів проти чистих збитків в 2008 році в розмірі 13,4 млрд. доларів. «The Wall Street Journal» зазначило, що добитися таких переконливих результатів допомогло виділення в окрему компанію постачальника інтернет-послуг AOL (його збитки останні 10 років істотно псували загальну картину доходів медіагіганта). Крім того, компанії вдалося понизити витрати внаслідок серйозного скорочення робочих місць.
Time Warner за підсумками 2010 року збільшила чистий прибуток на 4% до 4 млрд. доларів. Валовий дохід медіахолдингу становив 26,9 млрд. доларів, що на 8 % більше, ніж роком раніше. Домогтися такого зростання прибутку компанія змогла завдяки гарним показникам в останньому кварталі 2010 року.
Чистий прибуток Time Warner Inc. за підсумками 2011 р. виріс на 11,9 % і становив 2,89 млрд доларів. Валовий дохід — виріс на 7,76 % і становив 28,97 млрд доларів. Операційний прибуток зріс на 6,9 % і становив 5, 81 млрд доларів. Роком раніше цей показник становив 5,43 млрд доларів.
Чистий прибуток за підсумками 2012 р. виріс на 4,6% і становив 3,45 млрд. доларів. Валовий дохід — становив 28,73 млрд. доларів — на 0,8 % менше, ніж валовий дохід за 2011 р. Операційний прибуток збільшився на 2 % і досяг 5,92 млрд. доларів..

## Лого

Логотип з 2001 до 2003 року
Логотип з 2003 до 2018 року
Логотип з 2018 до 2019 року